# Zygosignata scutigera
Zygosignata scutigera är en fjärilsart som beskrevs av László Anthony Gozmány. Zygosignata scutigera ingår i släktet Zygosignata och familjen äkta malar. Inga underarter finns listade i Catalogue of Life.